# Interllengua
Coneixem per interllengua el sistema que utilitza i crea un individu a mesura que aprèn una L2 (segona llengua). Es caracteritza per ser un sistema utilitzat al començament de l'aprenentatge, molt influenciat per la L1 (llengua materna) de l'aprenent, la qual cosa genera interferències, com falsos amics, possibles errors per proximitat, etc.
Com més competències s'adquireixen en la segona llengua, la interllengua, única i específica de cada individu, va modificant-se i es van reduint les interferències.